# Madripoor
El Principado de Madripoor —o Madripur en España— es una isla ficticia que aparece en los cómics estadounidenses publicados por Marvel Comics. La isla se representa como ubicada en el sudeste asiático marítimo y ha aparecido principalmente asociada con historias de la serie X-Men. Basado en ilustraciones, se encuentra en la parte sur del Estrecho de Malaca, entre Singapur y Sumatra.
Madripoor ha hecho varias apariciones en medios relacionados con Marvel, como la franquicia Marvel Anime y en la serie de Marvel Studios y Disney+ The Falcon and the Winter Soldier, de 2021.

## Historial de publicaciones
Madripoor apareció por primera vez en New Mutants # 32 (octubre de 1985) y fue creado por Chris Claremont y Steve Leialoha. También, fue una gran parte de la serie en solitario Wolverine (a partir de 1988); escrito por Chris Claremont y el arte de John Buscema. Además, recibió una entrada en el Manual Oficial de Marvel Universe Update '89 # 4.
Apareció en el cuarto número de Hawkeye Vol. 4 por Matt Fraction, así como The Punisher War Zone # 22 (diciembre de 1993) por Larry Hama. Aparece una vez más en el vigésimo cuarto número de Uncanny X-Force por Rick Remender. Asimismo, en 2017 fue una ubicación principal en X-Men Blue por Cullen Bunn.

## Descripción
Madripoor es una isla ficticia aparentemente inspirada en Singapur.Ambas son naciones portuarias insulares marítimas asiáticas ricas en una ubicación estratégica con una sola ciudad importante. Sin embargo, Madripoor no es Singapur en sí, ya que Singapur también existe en el Universo Marvel, incluidos los cómics que indican explícitamente que Madripoor es una isla al sur de Singapur. También se diferencia de Singapur en que Madripoor se divide entre Hightown y Lowtown, lugares que son ricos y azotados por el crimen, respectivamente. X-23 y Gambito una vez alquilaron un barco desde Singapur a Madripoor, lo que demuestra que ambos son lugares distintos.
Madripoor fue alguna vez un paraíso para los piratas, y esa tradición continúa de alguna manera hoy en día con su calidad sin ley. El principado no permite que otras naciones extraditen criminales. Sin embargo, es una de las capitales comerciales de la Cuenca del Pacífico, con su propio Trade Center.
Otros lugares notables en el Distrito Comercial Central son el Banco de Hong Kong y el Banco de Malasia, el lujoso Hotel Sovereign y el Palacio del Príncipe, que se dice que rivaliza con Versalles.
Durante la Segunda Guerra Mundial, Barón Strucker y La Mano intentaron obtener a una joven Natasha Romanova, y se opusieron por el Capitán América y Logan.
Se hizo un intento de conquistar la nación por China. El general Lo Chien intenta una invasión usando armamento moderno y místico, pero es detenido por el grupo ad hoc 'Heroes for Hire'.
La nación fue asumida por HYDRA por Madame Hydra como gobernante de facto, utilizando la nación para financiar complots terroristas contra el mundo. Los efectos secundarios de esto se ven en Spider-Woman: Agent Of S.W.O.R.D. Con las operaciones terroristas de HYDRA causando muertes por miles, Iron Man y S.H.I.E.L.D. se encargaron de derrocar al régimen de HYDRA y colocar a la nación en manos de Tyger Tiger, ya que ella era la única persona, aparte del ausente Patch — quién seguirían los nativos en caso de una revuelta. Stark quería a alguien que ejecutara Madripoor de la manera correcta sin necesidad de que alguien más los supervisara y se asegurara de que la situación no se repitiera.
A pesar de esto, el poder real recayó en Seraph, el propietario y operador de la Princesa Bar. Su muerte siguió a la muerte del jefe de policía Tai. Elementos criminales comenzaron a pelear por Madripoor, obligando a Tiger Tyger a esconderse. Viper intentó regresar, con entidades asesinas programables llamadas 'Predator X'.
Madripoor luego es controlado por Daken, el hijo de Wolverine, después de que logró luchar y manipular el poder lejos de Tyger Tiger al adquirir el control de varios recursos financieros y personas clave. Esto resulta en varios días de intensa violencia en toda la nación. Parte de este caos fue el resultado de Malcolm Colcord, que quería rienda suelta en Madripoor para sus experimentos de súper soldado. Colcord fue detenido por Daken, Tyger, X-23 y Gambito. Después de la muerte de Daken, Tyger Tiger fue una vez más el mascarón de proa de Madripoor.
Un prominente hotel de Madripoor se utilizó más tarde para realizar una subasta de una cinta de video de Hawkeye cometiendo un asesinato ilegal. Barton fue capturado mientras intentaba recuperar la cinta, pero fue rescatado por Kate Bishop, quien se había infiltrado en el hotel atando y amordazando a Madame Máscara y robando su identidad.
En las páginas de Avengers World, se revela que Madripoor descansa sobre la cabeza de un dragón gigante que es tan grande como un continente insular. El dragón gigante fue despertado por un ritual realizado por Gorgon y La Mano. La bestia decide atacar a Shanghái, China. Es golpeado y devuelto en el siguiente número por Shang-Chi.
Mystique intentó hacer de Madripoor una utopía mutante; Esto implicó inundar la isla con 'Hormona de Crecimiento Mutante', una droga que otorga poderes.
Magneto y los X-Men desplazados por el tiempo usan el Hightown de Madripoor como la ubicación de su sede en X-Men Blue, donde Magneto está intentando en secreto encontrar una manera de enviar a los X-Men desplazados por el tiempo a su línea de tiempo original con el pretexto de trabajar a su lado. Al mismo tiempo, los X-Men desplazados en el tiempo se entrenan en secreto en caso de que Magneto regrese a sus raíces malvadas e intente matarlos.
Tiger Tyger se restablece como el poder preeminente en la isla. Ella se opone al criminal Kimura, quien ha ganado el control sobre la mayoría de los elementos criminales. Un intento fallido de asesinato de Tyger es detenido por los X-Men Gambito y la  joven heroína Gabby.
Durante la historia de "Hunt for Wolverine", Kitty Pryde llevó a Dominó, Júbilo, Psylocke, Rogue y Tormenta a Madripoor para confrontar a Magneto cuando se sospechaba que había robado el cuerpo de Wolverine. Estuvo de acuerdo en contarles todo lo que sabe en el restaurante Impresario del Rey en Hightown. Cuando se trataba de la reunión, se reveló que Magneto en realidad está disfrazado de Mindblast mientras el grupo de Kitty Pryde es atacado por Viper, Knockout, Sapphire Styx y Snake Whip. Este viaje también incluyó la investigación de las instalaciones de lanzamiento espacial de Madripoor, que están disponibles para que cualquiera las alquile.
Wolverine descubre, a través de una aventura con Black Cat, que la conspiración criminal preadolescente llamada "El Club Fuego Infernal" se ha apoderado del inframundo criminal de Madripoor.Este grupo, a veces denominado Homines Verendi, ha emprendido acciones hostiles directas contra la nación insular Krakoa.
Durante el evento "Iron Man 2020", Albert llegó a Madripoor buscando a Elsie-Dee. Después de conocer a Tyger Tiger, Albert fue dirigido a la empresa Reavers Universal Robotics de Donald Pierce, donde se enfrentó a Donald Pierce. Después de que Albert somete a los Reavers, Donald afirma que vendió la cabeza de Elsie-Dee a la jefa yakuza Kimura, los brazos a la Tríada del Dragón de Jade y las piernas a la mafia de Vladivostok. Después de obtener las piezas, Albert vuelve a armar a Elsie-Dee. A la luz de las acciones de Albert hacia ellos, los Reavers, Kimura, la Tríada del Dragón de Jade y la mafia de Vladivostok deciden tomar medidas contra Albert jurando que nunca saldrá vivo de Madripoor.En el centro de Madripoor, Donald Pierce y los Reavers viajan por las calles vacías mientras afirman que Albert y Elsie-Dee tendrán que atravesar el territorio de la mafia de Vladivostok antes de poder enfrentarse a ellos. Albert y Elsie-Dee se involucran con la mafia de Vladivostok y matan a algunos miembros. Albert y Elsie-Dee luego entran al territorio de la Tríada del Dragón de Jade y luchan contra sus miembros. En el tramo J-Town de High Street, los hombres de Kimura se preparan para la llegada de Albert y Elsie-Dee mientras Kimura le informa a Sachinko que no pueden permitir que Elsie-Dee camine con la información de los libros de cuentas en su cabeza. Cuando Albert y Elsie-Dee se acercan, los hombres de Kimura abren fuego mientras atraviesan el control de carretera. Kimura detiene el ataque e informa a Albert y Elsie-Dee sobre lo que Donald Pierce ha planeado para él en el aeropuerto de Madripoor. Mientras la limusina de Kimura engaña a los Reavers haciéndoles pensar que Albert y Elsie-Dee la secuestraron y le disparan con el cañón de riel, Kimura saca de contrabando a Albert y Elsie-Dee de Madripoor en una caja alegando que está llena de piezas de máquinas tragamonedas con destino a Macao. Elsie-Dee le dice a Albert que lo mejorarán.

## Geografía
Se estima que Madripoor tiene 100 millas (160 km) de diámetro. Su costa está marcada con entradas de aguas profundas y bahías. El centro de la isla es una gran meseta con acantilados. Como se mencionó anteriormente, Madripoor descansa sobre la cabeza de un dragón gigante que es tan grande como un continente insular.

### Puntos de interés
Los siguientes son lugares encontrados en Madripoor:
- Buccaneer Bay- aquí es donde los corsarios de Madripoor se extendían por todas partes para sus presas. También se llama Dagger Bay.
- Hightown - un distrito de Madripoor para los ricos y poderosos. Hightown es uno de los lugares más ricos del mundo. Su espectacular arquitectura y tecnología avanzada la convierten en una verdadera ciudad del siglo XXI.
  - Hotel Imperial - un hotel donde Wolverine rescató a Lindsay McCabe.[25]
  - Restaurante Impresario del Rey - un restaurante popular en Hightown.
  - Cuartel general de la policía de Madripoor - el cuartel general de la fuerza policial de Madripoor.
  - Palacio Real -
  - Hotel Sovereign - se dice que es el hotel más caro pero mejor del mundo.
  - Mansión X - Una base de operaciones en Madripoor y una variación de la Mansión X donde Magneto y los X-Men desplazados en el tiempo trabajan para preservar el sueño del Profesor X al buscar activamente amenazas contra él. También es donde Magneto está trabajando para encontrar una manera de enviar a los X-Men desplazados en el tiempo a su línea de tiempo original.
- Lowtown - El distrito empobrecido por el crimen de Madripoor. Lowtown es un retroceso a la ilegalidad de hace mil años: un lugar de crimen desenfrenado y depravación donde se puede comprar cualquier cosa.
  - Salón Mono de Latón - también se llama Mono de Bronce y se encuentra en 332 Cyan Street.[26]
  - Dream Street - Una calle en Lowtown.[27]
  - Foxy Den Strip Bar - [28]
  - Harbor Bar - Thunderbolt Ross una vez visitó este bar antes de buscar reclutas para su encarnación de los Thunderbolts.[29]
  - El Burdel de Madame Joy - Un burdel que es propiedad de Madame Joy.
  - Princess Bar - Un establecimiento para beber en Lowtown. Fue dirigido por un hombre llamado O'Donnell y su compañero silencioso Wolverine (bajo el alias de "Patch"). El Princess Bar sirve como un oasis de elegancia y estilo. Asustados por la peligrosa reputación de Lowtown, los turistas evitan el Princess Bar después del anochecer. Por la noche, el Princess Bar se convierte en un lugar de reunión para los residentes locales de Hightown y Lowtown. El Princess Bar también es un excelente restaurante con cabaret de entretenimiento.[30] Está conectado a una amplia red de túneles de contrabando a través del sótano. Su segundo piso está fuera del alcance de la mayoría.[31][32]
  - Wharfside - uno de los peores lugares en Lowtown.
- Barrio Vacío - una sección de la ciudad donde una calle NO conduce constantemente a la siguiente. El único punto estable es el faro. Intento de vuelo desde el Barrio Vacío conduce directamente a la Zona Negativa.[33]
- Stinger - un refugio de S.H.I.E.L.D. y una base secreta de segunda generación cuya ubicación solo conoce Nick Fury.

## Residentes conocidos
Los residentes actuales y anteriores notables de Madripoor incluyen:
- Aardwolf - El mutante, Chon Li, es el señor local de la Tríada.
- Ángel (pasado) - Actualmente vive en Madripoor con Magneto. Posteriormente regresa a su línea de tiempo anterior.
- Bestia (pasado) - Actualmente viviendo en Madripoor con Magneto. Posteriormente regresa a su línea de tiempo anterior.
- Bloodscream - Ex nazi sádico con superpoderes vampíricos. Trabajó como ejecutor del General Coy y Viper junto a Roughhouse.
- Archie Corrigan (fallecido) - Un expatriado estadounidense que vive en Madripoor y trabaja como piloto y contrabandista local. Es socio y amigo de Wolverine (conocido como Patch en Madripoor). Corrigan es un veterano y expiloto del ejército de EE. UU., y es el propietario de la local South Seas Skyways (una empresa que utiliza principalmente aviones pequeños y aviones de carga).
- Cíclope (pasado) - Actualmente vive en Madripoor con Magneto. Posteriormente regresa a su línea de tiempo anterior.
- Dragonesa - exmiembro de la FLM y residente actual de Krakoa.
- Jessica Drew - trabajó como investigadora privada en Madripoor durante su pausa en su papel de Spider-Woman.
- Harriers - Un equipo de mercenarios.[34]
- Iceman (pasado) - Actualmente vive en Madripoor con Magneto.
- Karma - Miembro de los Nuevos Mutantes
- Lindsay McCabe - Actriz.
- Magneto - actualmente vive en Madripoor con los X-Men desplazados en el tiempo.
- Marvel Girl (pasado) - Actualmente vive en Madripoor con Magneto.
- Sr. X - Campeón de Madripoor.
- O'Donnell (fallecido) - El copropietario del Princess Bar.
- Patch (alias de Wolverine) - copropietario del Princess Bar.
- Príncipe Baran - Exgobernante. Asesinado por el general Coy.[35]
- Roche (fallecida) - Un señor del crimen.
- Rose Wu (fallecida) - Una amiga de Patch.
- Roughouse - Ejecutor del general Coy y Viper.
- Sabretooth- Una vez vivió en Madripoor en 1959.[36]
- Escorpión - nació en Madripoor.
- Sapphire Styx - Una vampira psíquica.
- Seraph (fallecida) - Examante y entrenadora de Wolverine.
- Tai - Jefe de la Policía de Madripoor y aliado de Logan.
- Tyger Tiger (alias de Jessan Hoan): exjefa de Estado revolucionario y actual.
- Viper - terrorista y recientemente depuesta gobernante de Madripoor.

## Versiones alternativas
Una versión futura de Madripoor fue el sitio de una batalla entre los Guardianes de la Galaxia y la banda criminal encabezada por 'Rancor'.

## En otros medios

### Televisión
- Madripoor aparece en Marvel Anime:
  - En Marvel Anime: Wolverine, Shingen Yashida usa esta ubicación para la boda de Mariko Yashida y Hideki Kurohagi, siendo su ubicación el Palacio del Dragón. Hay una ruta directa al Palacio del Dragón de Madripoor llamada Hell's Road, que está llena de trampas y residentes hostiles. El padre de Hideki, Juo, fue el primero en sobrevivir.
  - En Marvel Anime: Blade, Blade y Makoto se dirigen a Madripoor, donde se vio a Deacon Frost. Se encuentran con Wolverine, que termina ayudándolos cuando Viper Gang produce balas de plata para la Existencia.
- Madripoor aparece en Ultimate Spider-Man. En "Sólo para tu Ojo", Madripoor es mencionada por Phil Coulson como el lugar donde los 'Spinning Arachni-discos' de Spider-Man se fabrican en el momento en que Spider-Man estaba luchando contra los soldados de infantería del Zodíac. La mayoría del episodio "Game Over" se desarrolla en Madripoor, donde Spider-Man, Capitán América y Wolverine intentan localizar a Arcade, donde deben evitar que acceda a los controles de algunos misiles nucleares y comience la Tercera Guerra Mundial.
- Madripoor aparece en el episodio de X-Men '97, "Bright Eyes".

### Universo cinematográfico de Marvel
- Madripoor aparece en el episodio de la serie limitada de Marvel Cinematic Universe/Disney+, The Falcon and the Winter Soldier (2021), "Power Broker".[1] Esta versión de la isla está gobernada por el personaje titular que había residido allí desde que se convirtió en fugitiva del gobierno de los Estados Unidos y está ubicada en el archipiélago de Indonesia.
- Madripoor se hace referencia en el episodio de la serie de Marvel Cinematic Universe/Disney+, Moon Knight (2022), "The Friendly Type".

### Cine
- Madripoor aparece en la película Avengers Confidential: Black Widow & Punisher. Allí, Black Widow y Punisher fueron enviados para detener una venta ilegal de armas creadas por los rusos y dirigidas por Alexi Shostakov.